# Max-Rubner-Preis (DGE)
Der Max-Rubner-Preis ist ein Wissenschaftspreis, der erstmals 1981 von der Deutschen Gesellschaft für Ernährung für hervorragende wissenschaftliche Untersuchungen vergeben wurde, die sich mit Fragen der Ernährungstherapie oder der Prävention ernährungsmitbedingter Krankheiten beschäftigen. Er wird alle vier Jahre verliehen und ist mit 5000 EUR dotiert.
Der Preis ist nach dem Physiologen und Hygieniker Max Rubner (1854 bis 1932) benannt. Ein gleichnamiger Preis wird an der Charité Berlin als Maßnahme zur Innovationsförderung innerhalb der Klinik vergeben.

## Preisträger
- 1981 Peter Oster[3]
- 1982 Peter Schauder[4]
- 1988 Friedrich C. Luft,[5] Ernst A. Chantelau[6]
- 1990 Günter Ollenschläger[7]
- 1998 Peter Burkhardt, Clemens Kunz[8]
- 2003 Joachim Spranger[9]
- 2007 Yvonne Lorenz[10]
- 2011 Paul Urbain[11]
- 2015 Meidjie Ang[12]
- 2019 Katharina Schnabl, Yongguo Li[13]
- 2023 Lukas Schwingshackl[14]